# چینی گن
چینی گَن (چینی ساده‌شده: 赣语، چینی سنتی: 贛語، پین‌یین: Gon ua) یکی از گونه‌های چینی و زبان مادری حدود ۲۲ میلیون نفر در استان جیانگشی و نواحی اطراف آن در هونان، هوبئی، آن‌هوئی و فوجیان است. گن عضوی از شاخه چینی خانواده زبان‌های چینی-تبتی است و هاکا نزدیک‌ترین گونهٔ چینی به آن است.
گن دارای گویش‌های متعددی است و گویش نانچانگ معمولاً به عنوان گویش معیار در نظر گرفته می‌شود. دستور زبان گن شبیه به دستورهای گونه‌های جنوبی چینی است. در گن تعدادی کلمه و اصطلاح باستانی وجود دارد که در اصل مربوط به زبان چینی کلاسیک هستند و اکنون در ماندارین کاربردی ندارند یا دارای کاربرد کمی هستند.

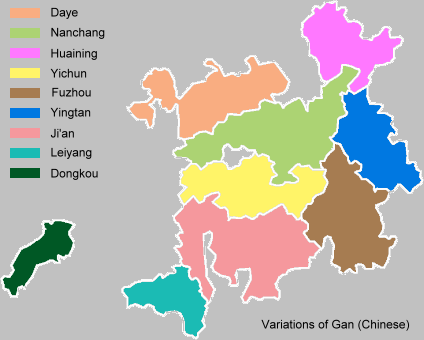
گویش‌های گن